# Il danno
Il danno (Damage) è un film del 1992 diretto da Louis Malle, il cui soggetto è tratto dal romanzo Il danno di Josephine Hart.

## Trama
Stephen Fleming, un medico che è entrato in politica ed è diventato ministro, vive a Londra con la moglie Ingrid e la figlia Sally. Il loro figlio Martyn, un giovane giornalista, vive in un’altra casa a Londra. Durante un ricevimento, Stephen incontra una giovane ed elegante donna francese, Anna Barton, figlia di un diplomatico britannico. Anna afferma di conoscere Martyn da pochi mesi; Stephen ne rimane folgorato e l'attrazione è visibilmente intuita da Anna, che sembra ricambiarla. Qualche tempo dopo, Martyn presenta Anna ai genitori come la sua fidanzata. La tensione sessuale tra Stephen e Anna è evidente, anche se Martyn e Ingrid sembrano ignorarlo.
Quando Anna lo chiama in ufficio, Stephen la raggiunge nel suo appartamento, dove fanno sesso. Proprio il giorno seguente, Martyn viene promosso e Ingrid organizza una cena al ristorante per festeggiare. Lì, Ingrid rivolge ad Anna delle domande sul suo passato; si scopre che è stato caratterizzato da spostamenti frequenti dovuti al lavoro del padre e da un rapporto poco affiatato con la madre. Anna racconta inoltre che suo fratello, di un anno più grande, si è suicidato per "amore" all'età di 16 anni. Alla fine della cena, Martyn accompagna Anna a casa e Stephen li segue. Una volta che Martyn se ne va, Stephen entra, confessa ad Anna che non resisteva dalla voglia di toccarla e i due trascorrono una lunga notte di passione. Anna parla nuovamente della morte di suo fratello, svelando che si è tolto la vita a causa di un'ossessione incestuosa per lei, acuitasi dopo averla vista insieme a un ragazzo. Spiega che da quel momento ha il terrore di ogni genere di possessività, aggiungendo che "chi ha subìto un danno è pericoloso: sa di poter sopravvivere".
Il desiderio di Stephen aumenta; infatti lascia una conferenza a Bruxelles per recarsi a Parigi, dove Anna sta trascorrendo il fine settimana con Martyn. Di mattina presto, mentre quest'ultimo rimane a dormire all'Hotel Lutetia, Stephen e Anna s'incontrano in una chiesa poco distante e consumano un fugace rapporto sessuale. Stephen vorrebbe lasciare la moglie, ma Anna lo dissuade, facendolo riflettere sulla possibile transitorietà della loro relazione e sul rischio ben più grande di perdere l'amore di suo figlio e di distruggere la famiglia che si è costruito negli anni. Gli assicura che, finché continuerà la storia con Martyn, lui potrà sempre vederla. Un giorno, facendo visita a casa di Anna, Stephen trova Peter Wetzler, amico di adolescenza ed ex fiamma di lei. Ingelosito, presume che Anna lo stia tradendo e, quando Peter se ne va, la affronta. Anna nega ma racconta che, poco dopo il ritrovamento del corpo di suo fratello, era andata da Peter per farsi consolare e aveva finito per fare sesso con lui.
I Fleming vanno a trovare Edward Lloyd, padre di Ingrid e mentore politico di Stephen, per festeggiare il suo compleanno. Martyn annuncia che Anna ha accettato la sua proposta di matrimonio, il che disturba visibilmente Stephen. Quella notte, Sally, la figlia più piccola, lo sorprende mentre esce dalla stanza di Anna. Successivamente Stephen, preoccupato di essere scoperto, mentirà a Sally sostenendo che era da Anna per "ricomporre la faccenda" del matrimonio, visto che Ingrid aveva manifestato dei dubbi. Qualche tempo dopo, i Fleming pranzano con la madre di Anna, Elizabeth, una signora all'apparenza distinta ma dotata di una disinvoltura che scade nella volgarità. Dopo essersi vantata dei suoi quattro matrimoni, si lascia andare a delle considerazioni indelicate sulla coppia, affermando che Anna è sempre stata attratta da uomini diversi da Martyn, con un lato tormentato e simili, a suo dire, al primo fidanzato Peter. Rivela inoltre di essere impressionata dalla somiglianza fisica tra il promesso sposo e il fratello morto suicida. Ciononostante, accorgendosi dell'attrazione di Stephen, gli chiede di farsi da parte per consentire ad Anna di vivere un matrimonio sereno.
Stephen inizialmente accetta e comunica all'amante la decisione di chiudere la relazione per il bene di tutti. Cerca di ristabilire un rapporto più stretto con Martyn, ma si sente solo e apatico, continuando a pensare ad Anna. Neanche l'avanzamento della sua carriera politica lo rende soddisfatto. Un giorno riceve in ufficio una busta anonima contenente una chiave e l'indirizzo di un appartamento. Durante un pranzo in famiglia, ha la conferma che la mittente è Anna; la donna gli dichiara che non avrebbe accettato di sposare suo figlio, se non avessero potuto proseguire la loro storia adulterina. Un giorno Martyn, precedentemente insospettito da un'assenza di Anna da lavoro, rintraccia l'appartamento segreto e sorprende i due nel bel mezzo dell'amplesso. Sconvolto, arretra e, non avvedendosi dell'altezza della ringhiera, cade nella tromba delle scale del palazzo. Stephen si precipita giù per le scale nudo, sotto gli occhi degli operai impegnati nei lavori di manutenzione; stringe disperato il corpo del figlio, ormai esanime. Mentre arrivano i soccorsi e la polizia, Anna si dilegua con un'espressione scioccata e inebetita.
La disgrazia e la tresca del parlamentare solleticano rapidamente l'attenzione della stampa. Tornato a casa, Stephen trova la moglie con le labbra sanguinanti: si è colpita da sola per tollerare il dolore della notizia. Ingrid rivela che Martyn aveva scoperto l'esistenza dell'appartamento dal proprietario dell'immobile, il quale aveva chiamato in casa per dare istruzioni sul funzionamento dello scaldabagno. Sfoga la sua sofferenza gridando disperata che avrebbe preferito che a morire fosse il marito fedifrago. Il matrimonio è distrutto per sempre. Stephen si dimette dall'incarico al governo. Si reca all'Hotel Dorchester per incontrare la madre di Anna e, nonostante questa finga di non sapere dove sia la figlia, sostenendo che potrebbe trovarsi da Peter, avverte la presenza dell'amata nascosta nella stanza attigua. La donna rimane a guardarlo silenziosamente, con uno sguardo spento.
Nell'epilogo, la voce narrante di Stephen racconta di aver intrapreso un lungo viaggio da solo per rifarsi una vita. Si è stabilito in un'umile dimora lontano da tutti (la scena è girata a Villefranche de Rouergue in Occitania). Mentre fissa con malinconia la gigantografia della foto che lo ritrae insieme a Martyn ed Anna, scattata lo stesso giorno in cui il primo gliela presentò, ricorda di aver intravisto la donna in un aeroporto, in compagnia di Peter e con un bambino piccolo in braccio. Stephen si rende conto con rammarico che in quell'ultimo sguardo l'oggetto di tanta bruciante passione non gli appariva più come una donna speciale e diversa dalle altre.

## Riconoscimenti
- 1993 - Premio Oscar[2]
  - Candidatura per la miglior attrice non protagonista a Miranda Richardson
- 1993 - Premio BAFTA[3]
  - Miglior attrice non protagonista a Miranda Richardson
- 1993 - Golden Globe[4]
  - Candidatura per la miglior attrice non protagonista a Miranda Richardson